# حق مردن (فیلم)
«حق مردن» (انگلیسی: Right to Die (film)) یک فیلم به کارگردانی پل وندکوس است که در سال ۱۹۸۷ منتشر شد. از بازیگران آن می‌توان به راکوئل ولش و مایکل گروس اشاره کرد.